# Un incontro
Un incontro (An Encounter) è un racconto breve scritto da James Joyce e pubblicato nel 1914. Esso fa parte della collezione di racconti intitolata Gente di Dublino.

## Personaggi
- Ragazzo (narratore)
- Joe Dillon
- Leo Dillon
- Mahony
- Uomo anziano

## Trama
Il protagonista, nonché narratore del racconto, è un ragazzino di buona famiglia annoiato della routine quotidiana, dalla scuola e dalle finte battaglie che intraprende nel pomeriggio con i suoi amici Joe e Leo Dillon. Egli desidera vivere delle vere avventure e quindi decide insieme a Leo Dillon e a un ragazzo di nome Mahony di marinare la scuola per un giorno. All'inizio della giornata è felice, nonostante Leo non si sia presentato, ma poi lui e il suo amico Mahony vengono avvicinati da un vecchio. Egli parla molto e fa alcune domande ai ragazzi, ripete in continuazione alcune frasi, chiede loro se hanno delle ragazze, parla loro di letteratura erotica. D'un tratto si allontana e fa qualcosa di strano che non viene precisato nel racconto. Al ritorno i suoi toni sono cambiati e afferma che i ragazzi che parlano con le ragazze dovrebbero essere frustati, e che gli piacerebbe infliggere delle punizioni anche a Mahony. Il ragazzo, in preda a una continua agitazione alle parole del vecchio, chiama Mahony con la scusa che per loro è ora di andare e riesce ad allontanarsi dall'uomo.

## Edizioni
- James Joyce, Gente di Dublino, collana «I giganti di Gulliver», Rimini, Gulliver, 1995, ISBN 88-8129-046-4.